# بيت سكوت
بيت سكوت (بالإنجليزية: Pete Scott)‏ هو لاعب كرة قاعدة أمريكي، ولد في 21 ديسمبر 1897 في ووودلاند في الولايات المتحدة، وتوفي في 3 مايو 1953 في دالي سيتي في الولايات المتحدة.

## وصلات خارجية
- بيت سكوت على موقعبيزبول رفرنس.كوم (الدوري الرئيسي) (الإنجليزية)
- بيت سكوت على موقعبيزبول رفرنس.كوم (الدوري الثانوي) (الإنجليزية)